# 日野西義輝
日野西 義輝（ひのにし よしてる、1906年（明治39年）3月16日 - 1983年（昭和58年）6月15日）は、日本の蛍光体研究者・実業家であり、日本電気化学代表取締役の後、日立ランプ取締役。北海道出身。

## 経歴

### 生い立ち
北海道茅部郡石倉村（現・森町）濁川の広大な日野西牧場で農場を経営していた日野西長輝（日野西光善の三男）の長男として生まれた。日野西家は京都の堂上華族である。1916年に父親が日本統治下の朝鮮・慶尚南道の村井進永農場の農場長に就任したため、小学校6年より叔母の家があった岡山県成羽町（現・高梁市）で暮らす。その後、1919年（大正8年）旧制岡山県立高梁中学校（現・岡山県立高梁高等学校）に入学し同期に石川達三、金澤覚太郎、翁孝文（クラボウ常務）がいた。卒業後、弟達は父親の日本帰国に伴い東京へ移住したが、義輝はついて行かず、1925年（昭和13年）岡山にある第六高等学校へ入学し1928年（昭和3年）に卒業。同年、東京帝国大学工学部へ入学した。その後、1931年（昭和6年）3月に同大学卒業し、同大学院工学系研究科応用化学専攻（1933年卒）を経て日本電気化学研究所へ就職した。

### 社会人時代
1933年（昭和8年）に日本電気化学研究所へ入所し、蛍光体の研究を行った。蛍光体は主にブラウン管テレビと蛍光ランプに使用されるものであり、蛍光体同学会設立の中心となった亀山教授（東京帝国大学）は、昭和の初期から蛍光体に関する研究を始め、まとめた論文の序文に日野西に関する記述がある。
このように蛍光に関する研究に貢献し、研究所入所後も同研究に携わった。その後、その功績が認められて、日本電気化学の取締役に就任した。また、日立製作所が昭和23年頃、蛍光放電管に着目し国産で蛍光ランプの製品化を試みた。その際、技術力があった日本電気化学に白羽の矢が立ち、同会社の社長であった日野西が蛍光ランプの検収を行った。これが縁となり、日立の系列会社である日立ランプの取締役となる。
その後、日立ランプ取締役のおりに、1960年（昭和35年）に旧制高梁中学時代の同級生である金澤覚太郎から、文藝春秋の同級生交歓企画のために、旧友と集まり談笑するシーンがおさめられている。それ以前から、金澤主催の高梁中学同窓会の「梁川会」に参加しており、自身の弟である村井資長が早稲田大学総長に就任したときも、同会で祝賀会を行っている。

## エピソード
金澤との文藝春秋の座談会で、中学時代の日野西についての印象として、「日野西君は数学が得意であり、居候先の岡山県成羽町から毎日8kmの道のりを自転車で漕いで来ていた」という本人のタフさを伺い知れるエピソードが語られている。